# Сян-ван
Сян-ван (кит. трад.: 襄王; піньїнь: Xiang) — 6-й ван Східної Чжоу, син і спадкоємець Хуей-вана.
635 року до н. е. (за іншими відомостями 636 року до н.е.) Сян-вана змусив тікати зі столиці його брат Дай, утім невдовзі ван був відновлений на престолі за допомогою Вень-гуна, правителя царства Цзінь. За це у 632 році до н.е. Веньгун отримав від сян-вана титул гегемона-ба.